# Milo Đukanović
Milo Đukanović, srbsky Мило Ђукановић (* 15. února 1962 Nikšić) je černohorský politik, bývalý premiér a v letech 2018–2023 prezident Černé Hory. Je předsedou Demokratické strany socialistů (DPS), postkomunistické strany v Černé Hoře, v současné době (2012) vládnoucí.
Funkci premiéra zastával od 15. února 1991 do 5. února 1998, od 8. ledna 2003 do 10. listopadu 2006, od 29. února 2008 do 21. prosince 2010 a opětovně po vyhraných parlamentních volbách od 4. prosince 2012 do roku 2016. Funkci prezidenta poprvé zastával od 15. ledna 1998 do 25. listopadu 2002.
V 90. letech byl Đukanović jeden z nejspolehlivějších spojenců srbského prezidenta Miloševiče, ale od roku 1996 je zastáncem evropské integrace a vstupu do NATO.
19. května 2016 Đukanović a ministři zahraničí zemí NATO podepsali v Bruselu protokol o přistoupení Černé Hory k NATO.

## Korupce
Đukanovićův režim, který jenom pašováním cigaret z Černé Hory do Itálie vydělal přes miliardu dolarů, je označován za jeden z nejzkorumpovanějších na světě. Situaci v zemi ve zprávě z roku 2014 kritizovala i Evropská komise. V roce 2015 v zemi vypukly protivládní protesty požadující boj proti korupci a organizovanému zločinu, které policie násilím rozehnala. Síť investigativních novinářů OCCRP označila Milo Đukanoviće za „osobu roku v organizovaném zločinu“.